# 홍사덕
홍사덕(洪思德, 1943년 3월 5일 ~ 2020년 6월 17일)은 대한민국의 정치인이다. 6선 국회의원과 제16대 국회부의장으로 재임하였다.

## 학력
- 1952년 ~ 1955년 영주국민학교 졸업
- 1955년 ~ 1958년 영주중학교 졸업
- 1958년 ~ 1961년 서울대학교 사범대학 부설고등학교 졸업
- 1961년 ~ 1968년 서울대학교 외교학 학사

## 생애

### 학창시절
1955년 영주초등학교를 졸업하고, 1958년 영주중학교를 졸업했다. 1961년 서울대학교 사범대학 부설고등학교를 졸업하고, 1962년 서울대학교 외교학과에 입학하여 1968년 서울대학교 졸업했다.
1968년 졸업후 한국기자협회 부회장을 지냈다. 그 뒤 신민당 대변인을 하기도 했다. 신민당 대변인 시절 촌철살인(寸鐵殺人)의 즉석 논평으로 이름이 높았으며 방송 정치평론가로 활동하기도 했다.

### 병역
서울대학교 외교학과에 재학중이던 지난 1962년 해병대에 자원 입대(130기)해 2년간 사병(의장대원)으로 복무했으며, 서울대 출신으로는 첫 해병대 사병으로 홍 의원의 아들도 해병대 702기 출신이다.

### 정치 입문
81년 11대 국회의원 선거에 당선되어 민한당 국회의원이 되었다. 80년대 중반 소위 ‘이민우 구상’으로 신민당을 망하게 했다는 의견도 있다. 그 뒤 신민당 대변인, 민주당 부총재, 민주당 대변인 등을 지냈다.

### 5공, 6공화국 시절
1985년 12대 총선 이후 사실상의 관제 야당이었던 민한당을 흡수한 신한민주당(신민당)은 100여석의 거대야당으로 탈바꿈하여 직선제개헌을 모토로 내걸고 제5공화국에 대한 선명투쟁을 선언하였다. 당시 김영삼 김대중 양김씨가 정치규제에 묶여있었기 때문에 신민당의 총재는 이민우가 맡고 있었지만, 실권은 거의 없었다. 홍사덕은 이런 이민우 총재 밑에서 당대변인을 맡아 소장파 재선 의원이지만 강한 인상을 심어주었다.
1986년 민정당의 내각제와 신민당의 직선제 개헌안이 합의점을 못찾아 정국은 교착상태에 빠졌다. 그러자 신민당 총재인 이민우는 "민주화조치가 선행되면 내각제도 수용할 수 있다"는 소위 이민우 구상을 들고 나왔다. 이는 사실상 홍사덕이 주도한 것으로 알려져 있다. 그러나 당내 최대 지분을 소유하고 있던 양김씨는 이를 단호히 거부했다. 이러한 불협화음은 곧 진정되었으나 이민우, 이철승과 같은 대여타협파와 양김씨가 주도한 선명투쟁파간의 알력은 심화되어 당내 내분은 증폭되었다. 결국 1986년 양김씨는 더 이상 신민당내의 대여 타협론자들과 함께 할 수 없다고 판단하여 소속 의원들을 탈당시켜 통일민주당을 창당하였다.
1988년 13대 대선 이후에는 반(反) 양김 노선을 주장했다가 14대 대선을 앞두고는 민주당에 입당하여 김대중 후보 진영의 대변인으로 활약하기도 했다.
직선제 개헌 이후 양김이 분열하자, 홍사덕은 무소속의원으로 있다가 13대 총선에서 서울 강남구 을에 출마해 이태섭에게 패하고 원외로 밀려났다. 그러던 중 1990년 삼당합당을 거부한 이기택이 주도하는 민주당(소위 꼬마민주당)에 노무현, 박찬종 등과 함께 참여하였고, 1991년 민주당과 김대중이 이끄는 신민당과 합당하여 통합 민주당을 창당하자 이에 합류하여 제14대 국회의원(서울 강남을)에서 당선되었다.
한편 그는 국군보안사령부의 사찰대상 중 한사람이 되어 노태우 정부로부터 감시당하였는데, 1990년 10월 4일 오후 6시 40분쯤 외국어대 재학 중 민학투련 출신이었던, 탈영병 윤석양 이병의 폭로에 의해 밝혀졌다. 윤석양은 탈영후 서울시 연지동 기독교회관 7층 한국기독교교회협의회 인권위원회 사무실에서 「양심선언」을 통해 탈영당시 보안사에서 갖고나온 동향파악대상자 개인색인표 신상철, 이들 내용이 입력된 컴퓨터디스킷을 공개했다.

### 1990년대 이후
그러나 1995년 지방선거 이후 김대중이 정계에 복귀하면서 통합민주당에서 소속의원들을 탈당시켜 새정치국민회의를 창당하자, 홍사덕은 이에 반발하여 김대중의 "새정치국민회의"에 합류하지 않고 무소속으로 남았다. 1996년 15대 국회의원선거에서 강남구 을에 무소속으로 출마하여 당선되었다.
1997년 무소속 의원 신분으로 문민정부의 마지막 정무장관으로 입각하기도 했으나 당시 여당이었던 신한국당에 입당하지는 않았으며, 1998년 김대중 정부 출범 이후 2000년 초까지 무소속으로 의정활동을 하였다. 1999년 운석 장면 기념회 감사를 지냈다.

### 한나라당 입당 이후
2000년 1월 19일 장기표와 함께 '1인 보스정치와 지역주의 타파’를 내걸고 가칭 ‘무지개연합’ 창당을 선언하였으나, 8일 만에 무지개연합이 해체되며 이때 무지개연합을 망하게 했다는 말이 있다. 1월 27일 돌연 한나라당에 입당하였다. 이를 놓고 그가 주장해온 1인 보스정치 청산의 종착역이 한나라당이었냐는 비판을 받기도 했다.
입당 직후 박근혜 당시 한나라당 부총재와 함께 제16대 국회의원 총선거 한나라당 공동선거대책위원장을 맡았고, 한나라당 비례대표 의원으로 당선되었으며, 2000년 6월 5일 국회 부의장이 되었다.
2004년 한나라당 원내총무로서 민주당 유용태 원내대표와 함께 노무현 대통령 탄핵안을 통과시켰다.제17대 국회의원 총선거에서 경기도 고양시 일산구 갑 선거구에 출마하였으나 열린우리당 한명숙 후보에게 근소한 표차로 패배하였다.
2005년 경기도 광주시 국회의원 보궐선거에 공천을 신청하였으나 한나라당이 탄핵의 역풍이 가라앉지 않았다는 이유로 정진섭을 전략공천하자, 이에 불복하여 무소속으로 출마하였다가 낙선하였다.
2007년 안병훈 도서출판 기파랑 대표와 함께, 한나라당 대통령 후보 경선에 출마한 박근혜 전 한나라당 대표의 공동선대위원장을 맡았다. 그러나 여전히 탈당한 상태라 선거 운동 당시 그 자격 여부를 놓고 논란이 있었다.
7월에 복당 신청을 하였으나 이명박 후보측의 반대로 무산되었다. 2007년 7월 30일 대통령 후보자 이명박은 반드시 진다는 이명박 필패론을 말했다가 이명박 전 서울시장측 박형준 대변인에게 망당(亡黨)전문가 홍사덕, 정권 교체를 또 가로막나는 말을 들었다.
2008년 3월, '친박연대'의 공동 선대위원장을 맡고, 제18대 국회의원 총선거에서 한나라당의 텃밭인 대구광역시 서구에 출마하자, 한나라당과 진보신당 대구지부로부터 정치도의를 모른다, 철새다 등의 맹비난을 받았다.
선거에서 한나라당 이종현 후보를 60% 이상의 압도적인 지지율로 누르고 당선되었다. 당선된 후 한나라당에 복당하였다. 2012년 4월 제19대 국회의원 총선거에서 서울 종로구 선거구에 출마하였으나 호남 4선 중진인 민주통합당 정세균 후보에 밀려 낙선하였다. 2012년 10월 29일, 정치자금법 위반 혐의로 불구속 기소됐다.
이후 민족화해협력범국민협의회(민화협) 의장으로 있다가 주한미국대사 피습 사건으로 사의를 표했지만 수리되지 않았고, 정권교체로 물러날 때까지 민화협 대표상임의장직을 수행했다.
2018년 9월부터 병원에 입원해 있다가, 2020년 6월 17일 숙환으로 별세했다.

## 의정 활동
- 11대 민한당 국회의원(경북 영주시, 영풍, 봉화, 영양군)
- 12대 신민당 국회의원(경북 영주시, 영풍, 봉화, 영양군), 신민당대변인, 국회운영위원회 위원, 민주당 부총재
- 14대 민주당 국회의원(서울 강남구을), 국회노동위원회 위원, 민주당 대변인
- 15대 한나라당 국회의원(서울 강남구을), 정무제1장관, 한나라당 중앙선거대책위원회 위원장
- 16대 한나라당 국회의원(비례대표), 제16대 국회 부의장, 한나라당 정치개혁특별위원회 위원장, 국회통일외교통상위원회 위원, 한나라당 원내총무
- 18대 새누리당 국회의원(대구 서구), 국회 문화체육관광위원회 위원

## 언행
2012년 8월 29일 "유신은 박정희 전 대통령이 자기 권력을 유지하기 위해 한 게 아니라 수출 100억 달러를 넘기기 위한 조치였다"
2012년 7월 11일 "5·16에 관한 평가를 박근혜 전 대표에게 묻는 것은 세종대왕에게 태조 이성계가 나라를 세운 게 역성혁명이냐 군사쿠데타냐고 묻는 것과 같다"
2012년 7월 "박근혜 전 위원장 반경 몇 미터 안에 김종인 위원장을 빼고는 55세 이상을 들이지 말아라"

## 후손들에게 남긴 타임캡슐
2022년 1월 6일 평생 홍사덕과 뜻을 같이 했던 정치적 동반자인 양재훈, 김을동, 김기환, 김형진, 오두환, 손호익, 박태준, 박미출, 허정윤, 윤성욱, 최영섭, 박윤서, 김근호, 이성우, 김상환, 이행곤, 황영일, 김유재, 박우용, 이금태, 이재화가 순흥 생가터에 추모비를 건립하며 고인의 뜻과 유지를 후손들에게 전하기 위해 추모비 아래 타임캡슐을 안장하였다. 타임캡슐 안에는 고인의 저서, 칼럼, 언론기사, 사진, 선거관련자료, 명함, 뱃지, 동영상, 육성 등 격동의 20세기와 21세기 대한민국 정치사를 엿볼 수 있는 자료들을 실물과 파일 형태로 담았고, 홍사덕과 함께 했던 동지들이 후손들에게 남기는 글을 남겨 타임캡슐의 취지가 후세에 전해지도록 했다. 타임캡슐과 부장품은 400년 뒤의 대한민국 후손들이 온전한 상태로 열어볼 수 있도록 철저하게 방수 방진설계가 되어 있으며, 훗날 후손들이 홍사덕의 뜻과 정신을 조금이라도 이해하고 깨달아 대한민국 발전에 이바지 하기를 바라는 염원을 담아 안장하였다.

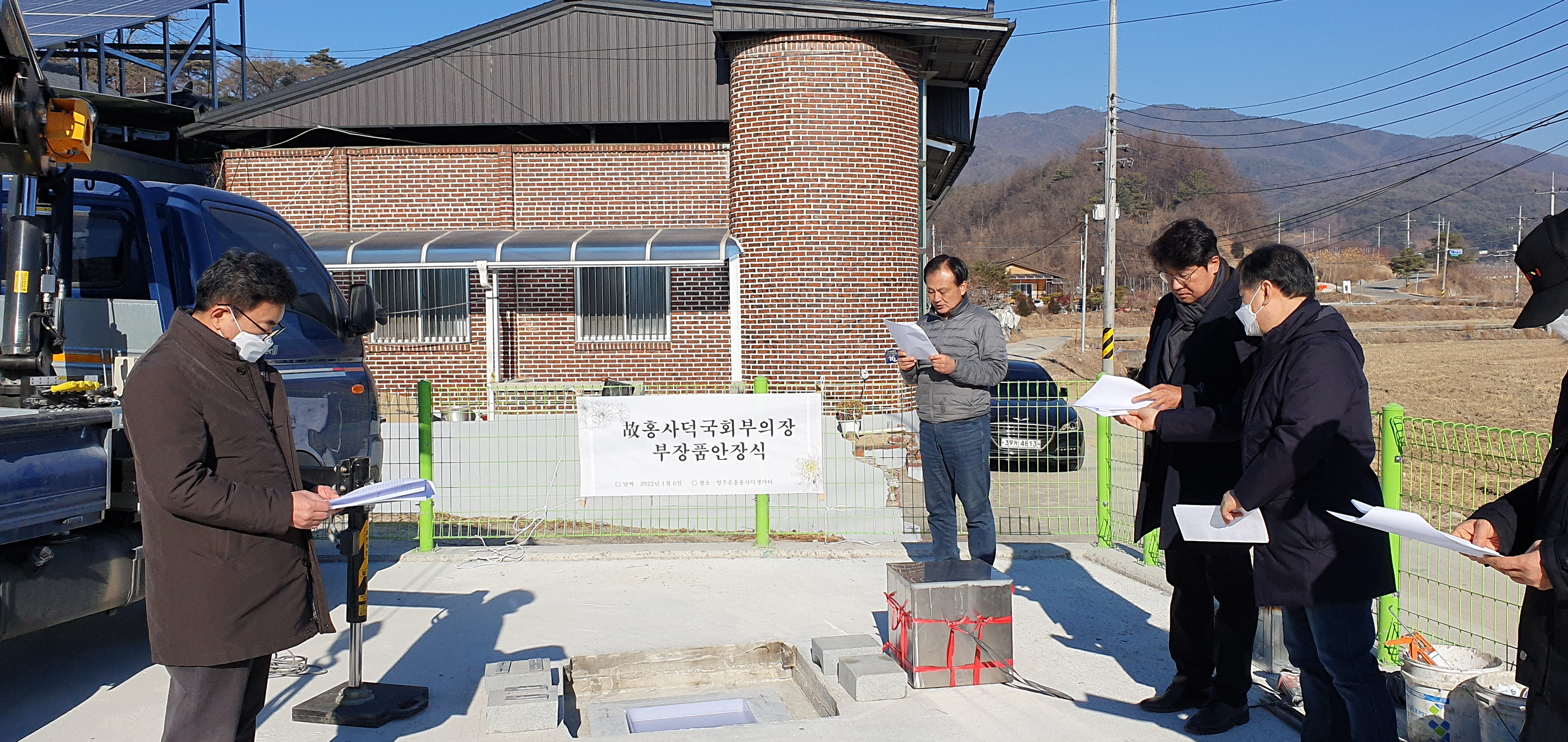
홍사덕 국회부의장 부장품 안장식

- 著書 ‘새롭고 하나된 조국에의 길, 나의 꿈 나의
도전’ 中 (1988) –
☞ 무력이나 전쟁에 의존하지 않는 평화적인 민족통일이야말로 반드시 성취해야 할 전민족적인 과제다. 남의 손과 무력에 의해 분단되었던 이 민족을 평화적인 방법으로 통일하고, 남의 통치하에 있는 간도의 내민족과 땅도 반드시 평화적으로 수복해내야 한다.
☞ 평화통일을 위해서는 반드시 경제개혁을 해야 한다. 특히 ‘공정한 불평등’과 달리 부익부 빈익빈과 같은 ‘불공정한 불평등’은 국민적 통합을 훼손하기 때문이다.
☞ 전국민 의무교육과 의료보험 그리고 노후대책으로서의 국민연금이야말로 실질적 평등의 기초가 되는 통일대한민국 복지의 핵심이어야 한다.
- 著書 ‘홍사덕칼럼’ 中 (1989)
☞ 지도자의 말은 모두 약속이다. 지도자가 자기의 말을 지켜내면 국민도 자기자리를 지켜낸다.
☞ 지역감정은 언젠가 민족전체의 화해까지 가로막을, 적절한 표현이 없을 정도로 나쁜 장애물이며 망국의 병폐다. 경상도와 전라도가 화해하지 못한다면, 우리의 목숨을 노리고 앗아갔던 함경도와 평안도 사람들과 어찌 통일과 화합을 논하겠는가.
☞ 책임지는 사회는 반드시 국민들의 반성과 자각뒤에야 따라온다. 무책임은 국민과 공직자의 공동책임이다.
☞ 우리문화의 특징은 전통적으로 인본주의와 자연과의 조화에 있다. 그러므로 전통문화를 계승하고 되살리는 것은 미래 어느 시대의 시대정신과도 결코 어긋나거나 뒤쳐지지 않을 것이다.

- 著書 ‘홍사덕이 젊은이들에게 꼭 하고 싶은 말’ 中
(1991) –
☞ 평화통일을 이루고자 하는 한, 가장 중요한 통일준비는 넉넉하고 윤택한 국민경제의 건설이다.
☞ 따뜻한 영혼을 가진 사람들이 더불어 함께 사는 사회, 그리고 서로 나누는 사회를 건설해야 민주화건 통일이건 해결될 수 있다.
☞ 통일이란 경제적 측면에서 말한다면 남북이 ‘하나의 시장’을 형성하는 것이다.
☞ 그토록 멀리 떨어져 있는 체제가 서로 다른 생활방식을 하나로 아우른다는 것이 남북통일의 진정한 의의인 것이다.
☞ 민족간의 관계에서는 천사도 악마도 없다. 민족간의 관계에는 오로지 이해관계가 있을 뿐이다.
☞ 나쁜 제도나 법률을 고치는 일은 오직 국민의 투표권 행사로만 바꿀 수 있다.
☞ 위대한 꿈만이 위대한 도전을 가능하게 하고 위대한 결과를 낳는다.
- 著書 ‘지금, 잠이 옵니까?’ 中 (1996) –
☞ 꿈이 없는 인생이 죽은 인생이듯 꿈이 없는 나라는 죽은 나라다.
☞ 서로 사랑할 줄 아는 마음, 우리보다 못한 이웃들을 긍휼히 여기면서 베풀고자 하는 마음, 그리고 나와는 다른 생각과 신념을 허용할 줄 아는 마음, 이 세가지는 21세기를 담당할 세대들의 선도적 역할이 있을 때만 이땅에 뿌리를 내리게 될 것이다.
☞ 진정한 의미의 통일준비는 한반도가 하나의 시장으로 통합되고 하나의 정부아래 놓이더라도 고통받는 사람들의 숫자를 줄여가는 작업이다.
☞ 연변은 숙종 무렵부터 우리민족이 피와 땀으로 개척한 우리의 영토다. 따라서 반도통일이 이루어진후 연변까지 수복이 되어야 진정한 민족통일이 완결되는 것이다. 연변은 우리의 영토적 야심이 아닌 민족적 양심으로 수복해야 하는 땅이다.
☞ 우리가 가난의 굴레를 벗어난 건 20년도 채 되지 않는다. 그 이전의 한반도 역사는 굶주림과 기아와의 투쟁이라고 해도 과언이 아니었다. 그런 와중에서도 우리 고유의 역사를 이어온 힘은 바로 사랑이었다. 베풀 줄 아는 마음이 민족공동체를 유지하게 했고, 국난의 위기때마다 함께 떨쳐 일어나게 했다.
☞ 여러분들 가운데 1백만명의 새로운 사장이 나와야 한다. 제도적 미흡을 탓하거나 겁내지 말라. 결단하라. 이 나라의 장래는 1맥만명의 새로운 사장을 간절히 바라고 있다.
☞ 후대의 대학생들에게 권면한다. 광범한 독서를 하도록 하라. 대학을 나왔다면 반드시 그 분야의 전문가가 되어라. 진짜배기 경쟁상대인 세계의 또래들에 대해 공부하고 그들과 겨루어라. 그리고 사랑을 배우고 생활화하라. 남보다 더 많이 배우고 잘난 사람이라도 남을 돌보고 남과 나누는 것은 반드시 사랑을 통해 배워야 한다.
☞ 문화는 우리의 영혼을 살찌우게 한다. 국력이 탄탄해지면 반드시문화활동도 왕성해져야 한다.
☞ 알렉산더대왕은 부왕인 필립이 주변 여러나라를 정복하자 “이러다가 내가 할 일이 다 없어지는거 아닌가”라는 걱정을 했다. 그와 같은 기백이 대제국을 건설한 것이다. 나는 하늘에 떠있는 혼백으로라도 이땅 위에서 그처럼 위대한 꿈이 이루어지는 것을 꼭 보고 싶다.

- 선거유세 -
[1996. 3. 31, 제 16대 강남을 국회의원선거 후보연설中]
☞ 나는 이번 선거후 당리당략과 지역으로 갈라진 당을 국가적 신념과 철학으로 하나되게 재편하여 국민에게 돌려주는데에 앞장 설 것입니다.
☞ 나는 우리 아이들이 우리 나이가 될 무렵 대한민국이 세계 5위의 경제문화대국이 될 것을 믿어 의심치 않으며, 그보다 더 위대한 일을 해낼것을 확신합니다.
☞ 나의 선거공약 1호는 언제나 동일합니다. 바로 ‘내이름의 명예를 지킴으로써 나를 선택해준 국민들의 명예를 지키겠다’는 것입니다.
[1996. 4. 7, 제 16대 강남을 국회의원선거 후보연설中]
☞ 나 홍사덕은 아무리 어렵더라도 불의와 타협하지 않고 환경에 무릎꿇지 않는 이나라 미래의 주인공, 정의로운 청년들과 언제나 함께 할 것입니다. 제가 앞장서서 그들의 앞길에 횃불과 등대가 되어주겠습니다.
☞ 나는 첫 국회의원 선거를 치룰 때 아무도 없는 영주 어느 성당에 들러 간절한 서원을 했습니다. ‘제가 국회의원이 되면 정치를 하는 동안 절대로 재산을 늘리지 않겠습니다’라고 말입니다. 나는 이 서원이 오늘의 홍사덕이를 있게 해주었다고 믿습니다. 이 홍사덕이 돈이 아닌 신념과 철학으로 청렴의 정치를 해낼 수 있도록 여러분들이 도와주십시오.

- 청소년과의 대화 -
[1996. 8. 15, 개포동에서 홍사덕과 청소년과의 대화中]
☞ 정치인의 전략과 능력 또는 이데올로기적 승부가 아니라 북한동포를 대하는 여러분들의 마음가짐에 평화통일여부가 달려있습니다. 겨레사랑외에는 평화통일과 화합으로 나아갈 길이 없습니다.
☞ 여러분들은 한반도 5천년 역사에 축적된 모든 싱그러운 결실을 따도록 약속되어 있는 세대입니다. 분명히 말씀드립니다. 여러분들이 할 일은 기회나 가능성처럼 불확실한 것이 아니라 약속된 것입니다. 가슴을 펴고 당당히 그 결실을 요구하십시오.
[1998. 8. 15, 대학로에서 홍사덕과 청소년과의 대화中]
☞ 어려운 시기지만 나는 더 어려운 당부를 해야겠습니다. 같은 또래이자 같은 일을 하는 미국, 일본, 영국, 독일, 프랑스의 청년들에게 지거나 뒤쳐지지 마십시오. 학력이나 학벌, IMF 구제금융 같은 잠시잠깐의 걸림돌에 좌절하지 말고, 드높은 기개로 21세기의 찬란한 대한민국을 준비해 주십시오.
- 국회 발언 -
☞ 국회가 더 많은 국민들의 사랑과 존경을 받을 수 있도록 의장님을 도우며 열심히 일하겠습니다. (2000.6.5 제212회 국회본회의,국회부의장 당선인사)
☞ 본 의원은 오늘 새시대를 열기 전에 정치적으로는 반민주주의와 독재의 청산, 경제적으로는 불공정한 분배의 정상화가 반드시 선행되어야 한다는 신념을 가지고 이자리에 섰습니다. (1981.10.12 제108회 국회본회의, 경제에 관한 대정부질문 서두)
☞ 민주주의의 토착화에는 만국공통의 정석이 있습니다. 바로 지방자지제의 실시여부입니다. 전체국가예산중 지방자치제의 연구와 관련된 예산이 단 돈 몇만원도 보이지 않는 상황에서 과연 민주주의의 토착화가 가능하다고 생각하는지 엄중히 묻는 바입니다. (1982.10.22 제114회 국회본회의, 2차예결산특별위원회 대정부질문中)

## 저서
- 《지금, 잠이 옵니까?》[25]
- 《나의 꿈, 나의 도전》

## 역대 선거 결과
|  | 14.78% |

|  | 24.10% |

|  | 30.39% |

|  | 52.24% |

|  | 26.06% |

|  | 37.9% |

|  | 46.61% |

|  | 30.85% |

|  | 61.77% |

|  | 45.89% |

## 소속 정당
| 소속 정당 | 소속 정당      | 소속 기간 | 비고                |
| --------- | -------------- | --------- | ------------------- |
|           | 민주한국당     | 1981~1985 | 창당 정계 입문      |
|           | 무소속         | 1985      | 탈당                |
|           | 신한민주당     | 1985~1987 | 창당                |
|           | 무소속         | 1987      | 탈당                |
|           | 통일민주당     | 1987      | 창당                |
|           | 무소속         | 1987~1990 | 탈당                |
|           | 민주당         | 1990~1991 | 창당                |
|           | 민주당         | 1991~1995 | 합당                |
|           | 무소속         | 1995      | 탈당                |
|           | 새정치국민회의 | 1995      | 창당                |
|           | 무소속         | 1995~2000 | 탈당                |
|           | 한나라당       | 2000~2005 | 입당                |
|           | 무소속         | 2005~2007 | 탈당                |
|           | 한나라당       | 2007~2008 | 복당                |
|           | 무소속         | 2008      | 탈당                |
|           | 미래한국당     | 2008      | 입당                |
|           | 친박연대       | 2008      | 당명 변경           |
|           | 무소속         | 2008      | 탈당                |
|           | 한나라당       | 2008~2012 | 복당                |
|           | 새누리당       | 2012      | 당명 변경           |
|           | 무소속         | 2012~2020 | 탈당 정계 은퇴 사망 |

## 같이 보기
- 영주시·영풍군·영양군·봉화군
- 영주시의 국회의원
- 영풍군의 국회의원
- 영양군의 국회의원
- 봉화군의 국회의원
- 강남구 을
- 서울 강남구의 국회의원
- 대한민국 제16대 국회의원 선거 한나라당 후보 목록#비례대표
- 서구 (대구 선거구)
- 대구 서구의 국회의원
- 대한민국의 특임장관
- 대한민국의 국회부의장